# Стрибки у воду на Чемпіонаті Європи з водних видів спорту 2022 — змішана синхронна вишка, 10 метрів
Змагання зі змішаних синхронних стрибків у воду з вишки на Чемпіонаті Європи з водних видів спорту 2022 відбулись 16 серпня.

## Результати[2]
| Місце | Країна          | Спортсмени                                   | Бали  | Бали  | Бали  | Бали  | Бали  | Бали    |
| Місце | Країна          | Спортсмени                                   | T1    | T2    | T3    | T4    | T5    | Загалом |
| ----- | --------------- | -------------------------------------------- | ----- | ----- | ----- | ----- | ----- | ------- |
| 1     | Велика Британія | Кайл Котарі Луїс Тулсон                      | 46.80 | 47.40 | 69.30 | 67.20 | 70.08 | 300.78  |
| 2     | Україна         | Софія Лисун Олексій Середа                   | 47.40 | 48.00 | 78.72 | 62.10 | 62.37 | 298.59  |
| 3     | Італія          | Сара Джодойн Ді Марія Едуард Тімбретті Гугіу | 43.20 | 41.40 | 68.40 | 69.12 | 68.16 | 290.28  |
| 4     | Німеччина       | Лоу Массенберг Елена Вассен                  | 48.60 | 47.40 | 58.56 | 54.90 | 69.12 | 278.58  |
| 5     | Іспанія         | Валерія Антоліно Карлос Камачо               | 40.80 | 44.40 | 54.90 | 48.96 | 66.24 | 255.30  |
| 6     | Франція         | Джейд Жіллє Ґері Гант                        | 46.20 | 32.40 | 52.92 | 26.10 | 55.08 | 212.70  |